# Geschichte der Volksrepublik China
Die Geschichte der Volksrepublik China beginnt am 1. Oktober 1949, als Mao Zedong die Gründung der Volksrepublik China auf dem Tiananmen in Peking proklamierte. Die Kommunistische Partei Chinas war von Anfang an die einzige Regierungspartei auf dem chinesischen Festland. Zuvor besiegte die Kommunistische Partei die Kuomintang und die Republik China, die sich dann nach Taiwan zurückzogen und dort blieben. Seit 1949 gab es fünf sogenannte "Überragende Führer": Mao Zedong (1949–1976), Deng Xiaoping (1978–1989), Jiang Zemin (1989–2002), Hu Jintao (2002–2012) und Xi Jinping (2012- ). Hua Guofeng war während der Übergangszeit (1976–1978) führend. Vier Verfassungen wurden 1954, 1975, 1978 bzw. 1982 veröffentlicht.

## Mao-Zedong-Ära 1949–1976

### Gründungszeit der Volksrepublik China 1949–1957

#### Neuausrichtung des Staates
Nach dem Sieg der Kommunistischen Partei über die Kuomintang im chinesischen Bürgerkrieg wurde am 1. Oktober 1949 die Volksrepublik China ausgerufen. Erfolge bei der Bekämpfung der Inflation, dem Wiederaufbau der Infrastruktur und der darniederliegenden Landwirtschaft bescherten der kommunistischen Führung Popularität. Mit der Volksrepublik erlebte China zum ersten Mal im 20. Jahrhundert Stabilität und Frieden. Die Furcht vor einem erneuten Auseinanderbrechen Chinas und ein daraus abgeleiteter Kampf gegen vermeintliche „Abweichler“ und „Konterrevolutionäre“ blieb eine Konstante in der chinesischen Politik.
Zunächst war die Partei auf die Mithilfe des Bürgertums angewiesen. Mao proklamierte deshalb im Frühjahr 1949 die langfristige Zusammenarbeit mit den bürgerlichen Parteien und bezeichnete diese Zusammenarbeit als „demokratische Diktatur“. Neben der Kommunistischen Partei wurden acht weitere Parteien zugelassen, die mithelfen sollten, die verschiedenen Bevölkerungsgruppen in den neuen Staat zu integrieren und es wurde eine „Allianz der Proletarier, Mittelbauern, Kleinbürger und der nationalen Bourgeoisie“ in der Volksrepublik ausgerufen. Mittelbauern waren Bauern mit 15 bis 25 Ar Grundbesitz, zur nationalen Bourgeoisie gehörten die kleineren Unternehmer. Politische Macht hatte jedoch nur die Kommunistische Partei, die sich selbst die Vertretung der Arbeiter und Bauern vorbehielt.
Mitte des Jahres 1950 waren die dringendsten Probleme im Griff. Die Hungersnot war zurückgedrängt und die Staatsverwaltung funktionierte. Die Kommunistische Staatsführung konnte damit beginnen, die Gesellschaft in ihrem Sinne umzugestalten und sie versuchte, die Menschen umzuerziehen. In Anbetracht der wirtschaftlichen Rückständigkeit des Landes wollten sie ein noch nicht vorhandenes „sozialistisches Bewusstsein“ in der Bevölkerung durch entsprechende Ausbildung schaffen.
China brauchte seine gebildeten Eliten, seine Experten, um den Aufbau des Landes voranzutreiben, besonders weil es nur so wenige waren. Die breite Masse der Bevölkerung waren Analphabeten. Doch ideologisch waren die Intellektuellen und Fachleute den Bauern und einfachen Arbeitern untergeordnet und seitens der kommunistischen Regierung klar benachteiligt. Im Jahr 1950 wurde ein Ehegesetz erlassen, wodurch die Mehrehe abgeschafft wurde und die Frauen in der Volksrepublik China erstmals ein Recht auf freie Partnerwahl, auf Scheidung aus eigenem Willen sowie auf das Sorgerecht nach einer Scheidung erhielten.
Überschattet waren die ersten Jahre der Volksrepublik durch den Koreakrieg. Er dauerte von Juni 1950 bis Juli 1953, kostete einer Million chinesischer Soldaten das Leben und verschärfte das innenpolitische Klima. Die Kommunisten betrachteten das Vorrücken der amerikanischen Armee bis an die chinesische Grenze als Bedrohung für die eben erst gegründete Volksrepublik und traten im Oktober 1950 in den Krieg ein.

#### Zerschlagung der bisherigen Gesellschaftsordnung
Mit dem Ziel der Zerschlagung der alten feudalistischen Ordnung und der Schaffung einer neuen Gesellschaft wurden ab Mitte 1950 exakt organisierte Massenkampagnen durchgeführt, die das Bewusstsein der Volksmassen verändern sollten. Jede Kampagne stand unter sorgfältiger Lenkung der Kommunistischen Partei, die die Durchführung der vier Elemente einer Kampagne (Vorbereitung, Mobilisierung des Umfelds, Durchführung und Ergebniszusammenfassung) einschließlich der Zeitdauer genau festlegte.
In der Bodenreformkampagne wurden die Grundbesitzer enteignet und das Land unter den landlosen Bauern aufgeteilt, die Kampagne gegen Konterrevolutionäre richtete sich gegen die Vertreter des alten Staates. Viele der ehemaligen Grundbesitzer und Vertreter des alten Staates wurden wegen wirklicher oder übertriebener Verbrechen angeklagt und, durch das „Votum der Massen“, zum Tode verurteilt und getötet.

#### Der erste Fünfjahresplan

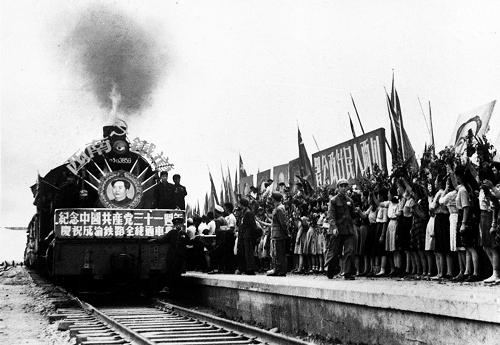
Eröffnung der Bahnlinie nach Chengyu

Die wirtschaftliche Bilanz der Jahre 1949 bis 1952 war gut. Der Produktionswert von Industrie und Landwirtschaft zusammengenommen war, bei Preisen von 1952, von 46,6 Mrd. Yuan auf 82,7 Mrd. Yuan gestiegen. Die Konsolidierung der Wirtschaft nach dem Krieg war geglückt und es wurde ein Sozialsystem aufgebaut.
Im ersten Fünf-Jahres-Plan für 1953 bis 1957 lag, nach sowjetischem Muster, der Schwerpunkt auf der Schwerindustrie, während die Landwirtschaft den Aufbau der Industrie zu bezahlen hatte. Der Plan war, auch dank sowjetischer Hilfe, erfolgreich, es wurde ein jährliches Wachstum des Nationalprodukts von 8 bis 9 % erreicht. Die sowjetische Hilfe musste allerdings mit Agrarausfuhren bezahlt werden, was zu Versorgungsengpässen im eigenen Land führte.

#### Das „Auskaufen“ der Nationalen Bourgeoisie
Bei der Gründung der Volksrepublik wurde den Kleinunternehmern der Schutz ihres Eigentums zugesichert, aber ab Beginn der 1950er Jahre begannen Schikanen. Im Jahr 1954 war den Unternehmern klar, dass sie als Unternehmer in China keine Zukunft mehr hatten und so gingen sie in der Regel auf das Angebot der Regierung ein, ihr Unternehmen an den Staat zu verkaufen und das Unternehmen als Geschäftsführer weiter zu leiten.

#### Die Sufan-Bewegung und die Anti-Rechts-Bewegung
Von 1955 bis 1957 verfolgte die Sufan-Bewegung eine große Anzahl von „Konterrevolutionären“, wie zum Beispiel die nichtkommunistischen Intellektuellen.
Im Jahr 1957 wurde die Bevölkerung, d. h. besonders die Intellektuellen von der Regierung aufgefordert, an Partei und Staat konstruktiv Kritik zu üben. Nach einigem Abwarten der Bevölkerung schwoll ein weder von Partei noch von Parteikritikern in diesem Umfang erwarteter Proteststurm an. Im Juli wurde die Hundert-Blumen-Kampagne rigoros beendet und in der nachfolgenden Rechtsabweichlerkampagne wurden nun die, die der Aufforderung Maos zur Kritik gefolgt waren, als Rechtsabweichler verfolgt. Viele verloren ihren Arbeitsplatz, zumindest aber mussten sie demütigende Verhöre mit dem Zwang zur Selbstkritik, oft verbunden mit dem Eintrag „Rechtsabweichler“ bei den Sicherheitsbehörden, über sich ergehen lassen.

#### Der „Große Sprung“ wird vorbereitet
Im Jahr 1957 verstärkte sich die Entfremdung zwischen der chinesischen und sowjetischen Führung und Mao setzte durch, im nächsten Fünfjahresplan wieder verstärkt auf Massenkampagnen zu setzen, die den Aufbau der Wirtschaft noch einmal massiv beschleunigen sollten. Die Bauern, die die große Mehrheit der Bevölkerung stellten, sollten beim Ausbau der Stahlproduktion wie auch bei vielen Infrastrukturprojekten mithelfen. Die Staatsführung schwelgte in Illusionen und seit der Rechtsabweichlerkampagne wagte in der Verwaltung kaum jemand mehr Kritik. Die Tragödie des „großen Sprungs nach vorn“ begann.

### Großer Sprung nach vorn 1958 bis 1961

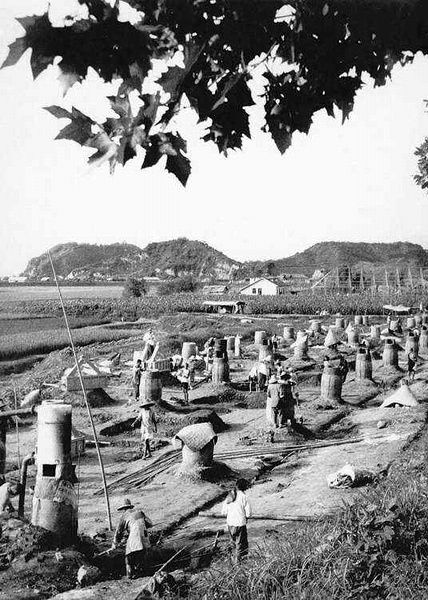
Der „Hinterhofofen“ zur Herstellung von Stahl.

Großer Sprung nach vorn (chinesisch 大躍進 / 大跃进, Pinyin dà yuè jìn) war der Name für eine Massenkampagne in der Volksrepublik China für die Zeit von 1958 bis 1961.
Die zentrale Idee des Großen Sprungs war, die Bauernschaft, die die große Mehrheit der Bevölkerung ausmachte, und von der die Regierung „revolutionäre“ Begeisterung erwartete, verstärkt zum Aufbau des Landes einzusetzen. Eine Politik, die Mao schon seit Jahren forderte. Mit Hilfe dieser Kampagne sollten die drei großen Unterschiede Land und Stadt, Kopf und Hand sowie Industrie und Landwirtschaft eingeebnet und dadurch die Übergangsperiode zum Sozialismus deutlich verkürzt werden.
Wirtschaftlich wurde durch die Mobilisierung der „Volksmassen“ ein jährliches Wachstum von 45 % in der Industrie und 20 % in der Landwirtschaft erwartet, Zahlen die während der Kampagne noch einmal heraufgesetzt wurden. Hatte der ursprüngliche Fünfjahresplan für 1962 noch eine Stahlproduktion von 12 Mio. Tonnen angepeilt, so wurde die Zahl nun durch 80 bis 100 Mio. Tonnen ersetzt. Die Getreideernte von 1958 mit 200 Mio. Tonnen sollte bis 1960 auf 525 Mio. Tonnen gesteigert werden.
Während des großen Sprungs nach vorn kam es zur großen Hungersnot von 1959 bis 1961. Die Zahl der Opfer wird zwischen 15 und 45 Millionen Menschen geschätzt. Es gab in diesen Jahren in China zwar schwere Überschwemmungen und Dürren, der Hauptgrund für die Hungersnot lag aber in der Politik. Während die landwirtschaftlichen Erträge während der Kampagne durch die Kollektivierung der Landwirtschaft und die Zusatzbelastung der Bauern durch die Arbeit für Infrastrukturprojekte sanken, wurden, aufgrund weit überhöhter Phantasiezahlen über die reale Produktion, die vom Staat als Steuer erwarteten Getreideabgaben massiv heraufgesetzt, vielen Bauern blieb zum Überleben zu wenig übrig.
In der heutigen offiziellen chinesischen Darstellung war die Hungersnot zu 30 % wetterbedingt und zu 70 % durch politische Fehler bedingt.

### Die Zeit von 1961 bis 1965

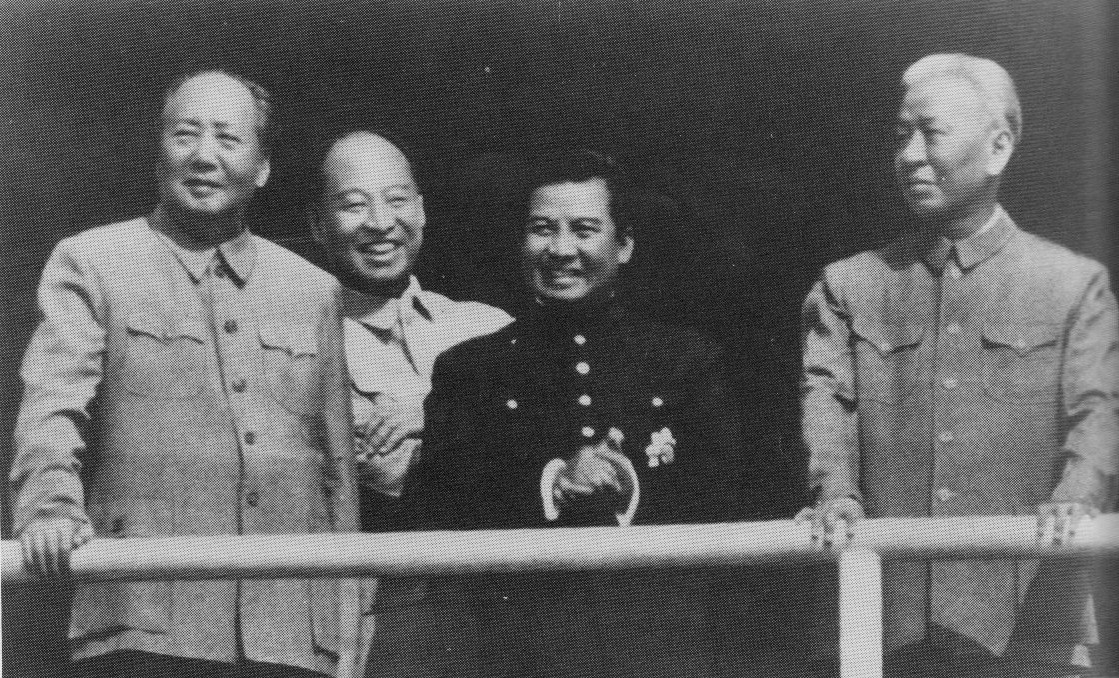
Mao Zedong, Peng Zhen, Norodom Sihanouk und Liu Shaoqi (1965).

Anfang 1961 war China auf einem Tiefpunkt angelangt. Das Volk hungerte und auch die Industrie war schwer beschädigt. Die Getreideproduktion ging von 200 Mio. t (1958) auf 160 Mio. t (1962) zurück, Zucker von 0,9 Mio.t auf 0,34 Mio., Baumwolle von 2,0 Mio. t auf 0,8 Mio., Roheisen von 13,7 Mio. t auf 8,1 Mio., Zement von 9,3 Mio. t auf 6,0 Mio. Vor diesem Hintergrund setzte sich Liu Shaoqi auf dem 9. Plenum der KPCh im Januar 1961 mit einem Notstandsprogramm durch. Das Programm lief unter den Schlagwörtern „Regulierung, Konsolidierung, Ergänzung und Niveauhebung“.
Mao Zedong startete 1963 die „Sozialistische Erziehungskampagne“, die der Vorläufer der Kulturrevolution war.
Aus diesem ursprünglichen Notstandsprogramm entwickelte die Gruppe um Liu Shaoqi ein Wirtschaftsmodell zum Aufbau der chinesischen Wirtschaft, das in scharfem Widerspruch zum Mao’schen Ansatz stand. Das Modell war erfolgreich, aber die Kluft zwischen arm und reich vertiefte sich wieder, den Siegern des neuen Modells standen auch Verlierer gegenüber. So blieben in der staatlichen Industrie zwei Drittel der Arbeiter zeitlich unbefristet angestellt, mit Arbeitsplatzgarantie, Krankenversicherung und Pensionsanspruch, während ein Drittel der Arbeiter nur noch mit Zeitvertrag und ohne soziale Sicherheiten angestellt waren. In der Zeit von 1961 bis 1965 rangen die Linien Maos und Liu Shaoqis um die Macht, wobei mal die eine und mal die andere die Oberhand bekam. Mit der Sozialistischen Erziehungsbewegung begann ab 1963 eine Bewegung, mit der Mao sich immer mehr durchsetzte, und die schließlich in die Kulturrevolution führte.
1964 detonierte China erfolgreich seine erste Atombombe. Die erste Wasserstoffbombe und der erste künstliche Satellit wurden in den folgenden Jahren erfolgreich entwickelt.

### Kulturrevolution 1966 bis 1976
Die chinesische Kulturrevolution (chinesisch 無產階級文化大革命 / 无产阶级文化大革命, Pinyin wúchǎnjiējí wénhuà dàgémìng – „Große Proletarische Kulturrevolution“, oder kurz 文革 wéngé) war eine politische Kampagne zwischen 1966 und 1976, die von Mao Zedong ausgelöst wurde. Zunächst wurde die Kulturrevolution als eine Bewegung zur Beseitigung von Missständen in Staat und Gesellschaft von großen Teilen der Bevölkerung und der Mehrheit der führenden Politiker begrüßt. Mao setzte jedoch statt der von Politikern wie Liu Shaoqi gewünschten Erneuerung innerhalb der KPCh eine Massenbewegung zur Zerstörung der alten KPCh in Gang. Die meisten der alten Kader wurden ihrer Ämter enthoben. Nur 28 % der Politbüro- und 34 % der ZK-Mitglieder sowie 29 % der Provinzsekretäre konnten sich bis Ende 1966 in ihrer Position halten.
Die Kulturrevolution bestand aus einer Reihe von Massenkampagnen, die sich ablösten und teilweise widersprachen. Ursprünglich sollte die Kulturrevolution nur ein halbes Jahr dauern, dann wurde sie 10 Jahre lang, bis zu Maos Tod, immer verlängert. Konnte Mao zu Beginn der Kulturrevolution noch wesentliche Teile der Bevölkerung für die Kulturrevolution begeistern, so waren in den letzten Jahren die angeordneten Massenbewegungen zu lustlos abgehaltenen Pflichtritualen verkommen.
Die Kulturrevolution wird oft in drei Phasen eingeteilt: die Zeit der Roten Garden (Mai 1966 bis 1968), die Lin-Biao-Zeit (1968 bis August 1971) und die Zhou-Enlai-Phase (August 1971 bis Oktober 1976).
Anders als bei der Kampagne des Großen Sprungs nach vorn mit über 20 Millionen Toten wurde die Wirtschaft und die Landwirtschaft von der Kulturrevolution weitgehend ausgenommen. Man hatte gelernt, dass die Produktion möglichst ungestört weiterlaufen musste. Die Kampagnen konzentrierten sich auf Politik, Kultur, öffentliche Meinung, Schule und Universitäten. Die Universitäten stellten zu Beginn der Kulturrevolution ihre Arbeit ein und ein normaler Universitätsbetrieb, mit Eingangs- und Abschlussprüfungen sowie qualifizierten Zeugnissen, wurde erst 1978 wieder eingeführt.
Auch bei den führenden Politikern gab es diese Arbeitsteilung zwischen Kulturrevolution und Produktion. Für die Kulturrevolution waren, unter der Anleitung von Mao, Politiker wie Jiang Qing und Lin Biao zuständig, für die Wirtschaft, von der Mao wenig verstand und die er anderen überließ, waren Politiker wie Zhou Enlai und Deng Xiaoping verantwortlich.

### Auslandsbeziehungen

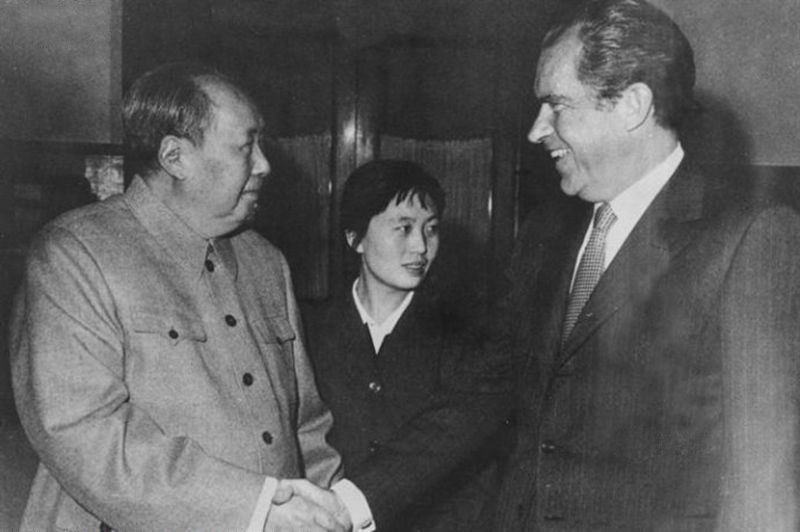
Mao Zedong und Richard Nixon

Die Außenpolitik jener Zeit war von Isolation, besonders dem Chinesisch-Sowjetischen Zerwürfnis gekennzeichnet. In den Vereinten Nationen war nach 1945 die Republik China auf Taiwan als Nachfolger der chinesischen Republik vertreten. Seit 1960 gab es von verschiedenen Staaten des Ostblocks, unter anderem Albanien, den Versuch, Taiwan den Status als einziger legitimer chinesischer Staat abzuerkennen und stattdessen die Volksrepublik anzuerkennen und als Mitglied in die UNO aufzunehmen. Dies hatte allerdings erst am 25. Oktober 1971 Erfolg (UN-Resolution 2758). Durch die Aufnahme vieler neu gegründeter afrikanischer Staaten war das Gewicht in der Vollversammlung zu Gunsten von Peking verschoben worden.
Die USA entdeckten im isolierten China einen potentiellen Verbündeten gegen Moskau. Die Annäherung an die USA stand in völligem Gegensatz zum erklärten Ziel Chinas, durch eine „beständige Kulturrevolution“ die Welt kommunistisch zu machen. Darüber hinaus waren die Vereinigten Staaten Schutzmacht des Erzfeindes Taiwan. Das Zerwürfnis mit Moskau wog jedoch schwer genug, den Schritt zu gehen und Kontakte in Richtung USA zu knüpfen. 1972 reiste US-Präsident Richard Nixon mit der amerikanischen Tischtennis-Nationalmannschaft nach China, daher die Bezeichnung Ping-Pong-Diplomatie. China stellte 1972 die formellen diplomatischen Beziehungen zu Deutschland her.

### Katastrophen
| Zeit      | Katastrophen                        | Ort          | Anzahl der Todesfälle | Einzelheiten |
| --------- | ----------------------------------- | ------------ | --------------------- | --- |
| 1950      | Assam-Erdbeben 1950                 | Tibet        | 4000                  | In Tibet starben rund 4000 Menschen, in Indien über 1000.                                                                                    |
| 1954      | Jangtse-Überschwemmungen            | Jangtsekiang | 33.000                | |
| 1959–1961 | Große Chinesische Hungersnot        | Bundesweit   | 15–55 Millionen       | Hauptsächlich verursacht durch den Großen Sprung nach vorn.                                                                                  |
| 1966      | Xingtai Erdbeben                    | Hebei        | 8064                  | Magnitude 6.8 Mw. |
| 1970      | Erdbeben in Tonghai                 | Yunnan       | Über 10.000           | Magnitude 7.1 Mw. |
| 1975      | Haicheng Erdbeben                   | Liaoning     | 1328                  | Magnitude 7.5 Ms. Das Erdbeben wurde vorhergesagt.                                                                                           |
| 1975      | Der Zusammenbruch des Banqiao-Damms | Henan        | 85.600–240.000        | 62 Dämme einschließlich des Banqiao-Damms stürzten ein. Es gilt als eine der größten technologischen Katastrophen der Menschheitsgeschichte. |
| 1976      | Beben von Tangshan                  | Hebei        | 242.769               | Magnitude 7.6 Mw. |

### Kontroversen
Während der Mao-Ära starben zig Millionen Menschen während verschiedener politischer Bewegungen sowie während der großen Hungersnot in China, während zig Millionen anderer Menschen verfolgt und dauerhaft verkrüppelt wurden. China wurde nach der „Anti-Rechts-Kampagne“ von 1957, in der Demokratie und Rechtsstaatlichkeit beschädigt und mindestens 550.000 Intellektuelle und politische Dissidenten verfolgt wurden, de facto zu einem Einparteienstaat. Darüber hinaus hat die Kulturrevolution die „rule of law“ sowie die traditionelle chinesische Kultur und die moralischen Werte schwer beschädigt. Die Hochschulbildung wurde während der Kulturrevolution gestoppt und die wissenschaftliche Forschung wurde ebenfalls ernsthaft beeinträchtigt, da viele Wissenschaftler verfolgt und getötet wurden oder Selbstmord begingen.
Mao und die Kommunistische Partei Chinas (KP Chinas) exportierten die Ideologie des Sozialismus und der sozialistischen Revolution auch in andere Teile der Welt, insbesondere nach Südostasien. Von Mao und der KP Chinas beeinflusst und unterstützt, führten Pol Pot und die Roten Khmer den kambodschanischen Völkermord durch, bei dem in nur drei Jahren 1,5 bis 2 Millionen Menschen getötet wurden.

## Übergang und die Deng-Xiaoping-Ära 1976–1989

### Die Kulturrevolution ungültig machen

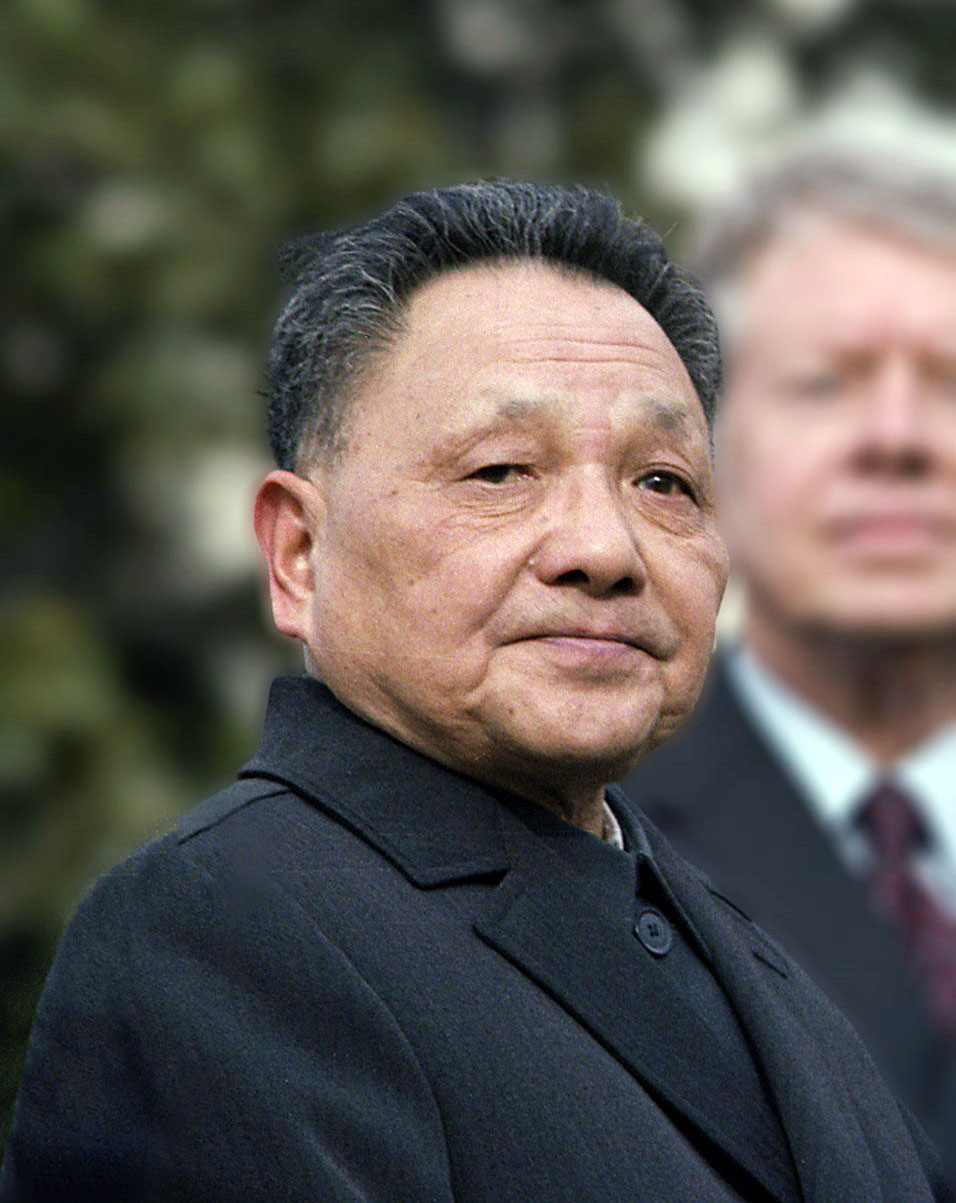
Deng Xiaoping

Mao Zedong starb im September 1976. Die Viererbande wurde im Oktober 1976 verhaftet; damit endete die Kulturrevolution. Sein Nachfolger war der von Mao noch selbst eingesetzte Hua Guofeng. Hua setzte hauptsächlich die maoistische Politik fort. Hua Guofeng verhängte das „Zwei Alles“ (两个凡是): an allen Entscheidungen Maos sei festzuhalten, und alle seine Weisungen seien auszuführen.
Im Jahr 1977 bekam dann aber der von Mao entmachtete Deng Xiaoping seine Ämter zurück und wurde bald zum wichtigsten Politiker Chinas. 1977 schlug Deng Xiaoping erstmals den „Boluan Fanzheng“ vor, um die Fehler der Kulturrevolution zu korrigieren. Im Dezember 1978 wurde Deng der neue oberste Führer Chinas. Er beförderte Verbündete wie Hu Yaobang und Zhao Ziyang.
Im Juni 1981 verabschiedete die KPCh einstimmig eine von Deng und anderen ausgearbeitete Resolution (关于建国以来党的若干历史问题的决议), in der die Kulturrevolution umfassend für ungültig erklärt wurde. Laut der Resolution handelte es sich um „ein innerstaatliches Chaos, das fälschlicherweise vom Führer (Mao Zedong) ins Leben gerufen und von den konterrevolutionären Banden (Lin Biao und der Viererbande) ausgenutzt wurde.“ Darüber hinaus hieß es dort, dass die Kulturrevolution „für den schwersten Rückschlag und die schwersten Verluste verantwortlich war, die die Partei, das Land und die Menschen seit der Gründung der Volksrepublik China erlitten haben.“
Die öffentliche Sicherheit verschlechterte sich nach der Kulturrevolution, und als Reaktion darauf starteten Deng Xiaoping und andere 1983 die Antikriminalitätskampagne „Hart zuschlagen“.

### Wirtschaftsreformen und Öffnung

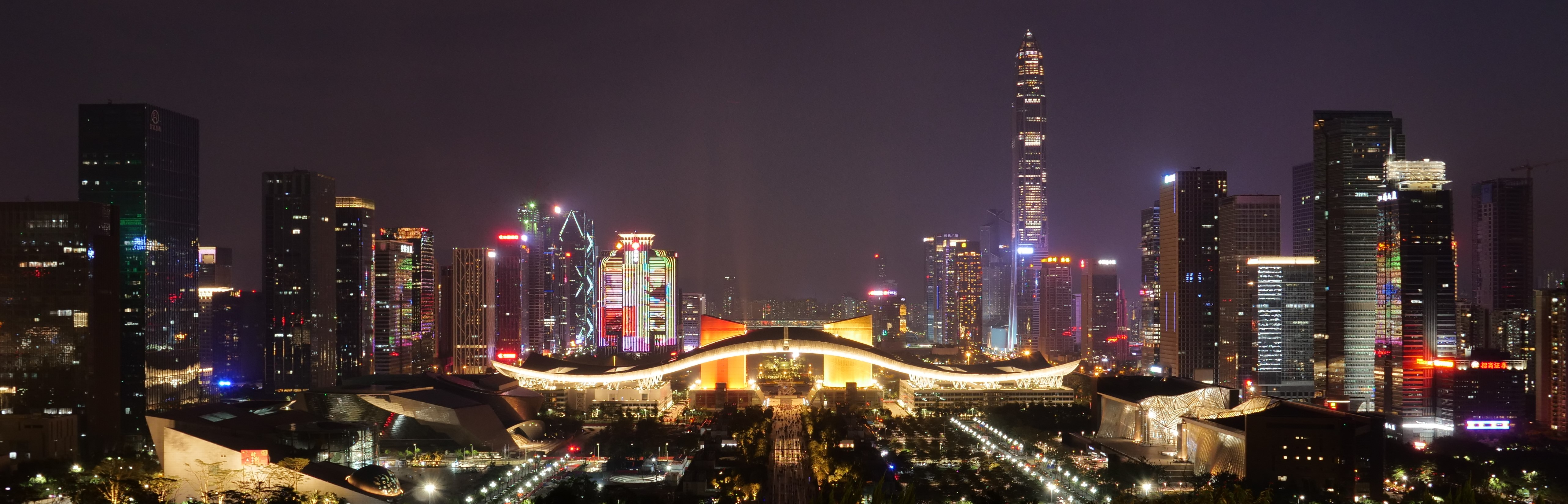
Bürgerzentrum von Shenzhen. Shenzhen ist eine der ersten Sonderwirtschaftszonen Chinas und heißt Chinas Silicon Valley.

Mit der Reform- und Öffnungspolitik seit 1978 wurde das Land auf den Weg zur sozialistischen Marktwirtschaft gebracht, Reichtum galt nun als schick. Die Erfolge von Lee Kuan Yew bei der Schaffung einer wirtschaftlichen Supermacht in Singapur hatten tiefgreifende Auswirkungen auf die kommunistische Führung in China. Im Laufe der Jahre wurden mehr als 22.000 chinesische Beamte nach Singapur geschickt, um seine Methoden zu untersuchen.
1979 betonte Deng das Ziel der „Vier Modernisierungen“. Vier Sonderwirtschaftszonen (Shenzhen, Zhuhai, Xiamen, Shantou) wurden versuchsweise an der Küste eingerichtet, um in eng begrenzten Räumen zu experimentieren. Die Volkskommunen wurden aufgelöst und Bauern war es erlaubt, auf eigene Rechnung zu wirtschaften. Im Mai 1984 wurden vierzehn Küstenstädte in China, darunter Shanghai, Guangzhou und Tianjin, als „Offene Küstenstädte (沿海开放城市)“ bezeichnet. Chinas Wirtschaft gehört seitdem zu den am schnellsten wachsenden der Welt. Die Schattenseite ist eine verstärkte Umweltzerstörung, eine wachsende Schere zwischen arm und reich, da es (teils große) Unterschiede in der Reichtumsverteilung gibt, immer noch mangelnde Rechte der arbeitenden Bevölkerung und grassierende Korruption innerhalb der neuen Generation in KP und Militär. Während der Ein-Kind-Politik wurden oft weibliche Embryos abgetrieben.
Im Dezember 1981 genehmigte Deng Xiaoping den Bau des „Beijing Electron-Positron Collider“, des ersten Hochenergie-Partikelcolliders in China, und führte mehrere Treffen mit dem Nobelpreisträger Tsung-Dao Lee durch, der das Projekt unterstützte. 1985 wurde die Große-Mauer-Station, die erste chinesische Forschungsstation in der Antarktis, gegründet. 1986 genehmigte Deng den Vorschlag von vier führenden chinesischen Wissenschaftlern und startete das „Programm 863“. Im selben Jahr wurde das neunjährige Schulpflichtgesetz gesetzlich eingeführt. In den 1980er Jahren wurden das Kernkraftwerk Qinshan in Zhejiang und das Kernkraftwerk Daya Bay in Shenzhen gebaut. Es wurde das erste Kernkraftwerk in China und erhielt langfristige Unterstützung von Deng. Deng genehmigte auch die Ernennung von Ausländern, die in China arbeiten sollen, einschließlich des renommierten chinesisch-amerikanischen Mathematikers Shiing-Shen Chern.

### Politische Reformen

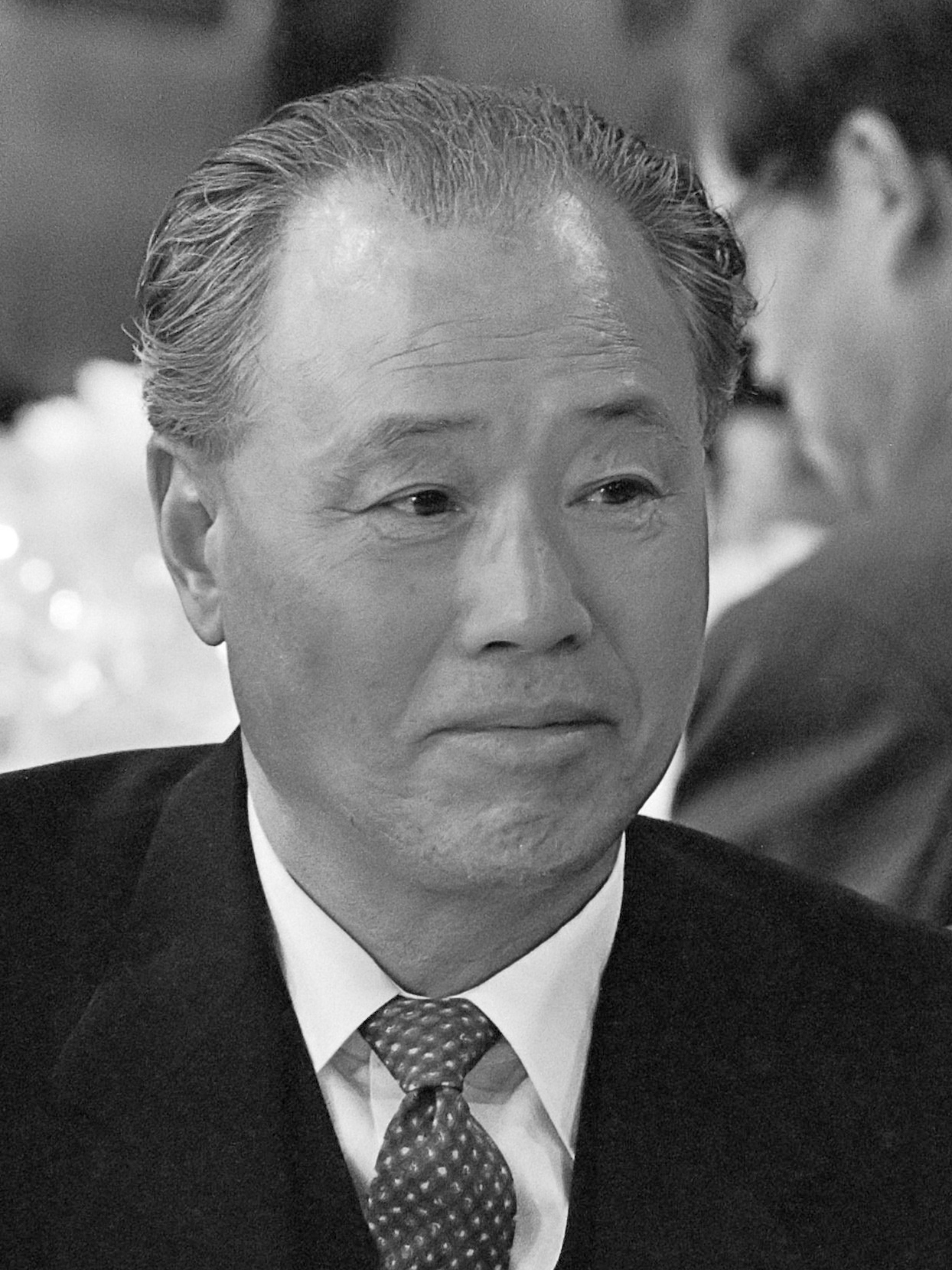
Zhao Ziyang, ein führender Reformist, wurde von Deng beauftragt, die politischen Reformen seit 1986 zu leiten. Nach dem Tian’anmen-Massaker von 1989 musste er jedoch seine Position als Generalsekretär der KP Chinas aufgeben. Die Mehrzahl der geplanten politischen Reformen (nach 1986) endete drastisch.

Deng Xiaoping leitete Anfang der 1980er Jahre die politischen Reformen in China ein. Am 18. August 1980 hielt Deng Xiaoping auf einer erweiterten Sitzung des Politbüros des Zentralkomitees der KP Chinas in Peking eine Rede mit dem Titel „Über die Reform des Partei- und Staatsführungssystems (党和国家领导制度改革)“. Er forderte das Ende der Bürokratie, die Zentralisierung der Macht sowie des Patriarchats, schlug Amtszeitbeschränkungen für die führenden Positionen in China vor und setzte sich für den „demokratischen Zentralismus“ sowie die „kollektive Führung“ ein. Darüber hinaus schlug Deng dem Nationalen Volkskongress eine systematische Überarbeitung der chinesischen Verfassung (die Verfassung von 1978) vor und betonte, dass die Verfassung die Bürgerrechte der chinesischen Bürger schützen und das Prinzip der Gewaltenteilung widerspiegeln muss. Deng setzte sich für das Prinzip „eine Person eine Stimme“ unter den Führern ein, um die Diktatur des Generalsekretärs der KP Chinas zu vermeiden. Im Dezember 1982 wurde die vierte Verfassung Chinas, bekannt als „Verfassung von 1982“, vom 5. Nationalen Volkskongress verabschiedet, der den Konstitutionalismus nach chinesischem Vorbild verkörpert, wobei der größte Teil seines Inhalts bis heute wirksam ist.
In der ersten Hälfte des Jahres 1986 forderte Deng wiederholt die Wiederbelebung politischer Reformen, da weitere Wirtschaftsreformen durch das ursprüngliche politische System behindert wurden, während das Land einen zunehmenden Trend zu Korruption und wirtschaftlicher Ungleichheit verzeichnete. Im September 1986 wurde eine fünfköpfige Forschungseinheit für Chinas politische Reformen eingerichtet. Zu den Mitgliedern gehörten Zhao Ziyang, Hu Qili, Tian Jiyun, Bo Yibo und Peng Chong. Dengs Absicht politischer Reformen bestand darin, die Verwaltungseffizienz zu steigern, die Zuständigkeiten zwischen der Kommunistischen Partei und der Regierung weiter zu trennen und die Bürokratie zu beseitigen. Obwohl er auch „rule of law“ und „Demokratie“ erwähnte, grenzte Deng die Reformen innerhalb des Einparteiensystems ab und lehnte die Umsetzung des Konstitutionalismus nach „westlichem“ Vorbild ab. Im Oktober 1987 hielt Zhao Ziyang auf dem 13. Nationalen Parteitag der KP Chinas unter dem Vorsitz von Deng einen wichtigen Vortrag von Bao Tong über die politischen Reformen. In seiner Rede mit dem Titel „Fortschritt auf dem Weg des Sozialismus mit chinesischen Merkmalen (沿着有中国特色的社会主义道路前进)“ argumentierte Zhao, dass sich der Sozialismus in China noch in der Primärphase befinde. Indem Zhao 1980 Dengs Rede als Leitlinie nahm, skizzierte er eine Reihe von Schritten, die für die politischen Reformen unternommen werden sollten, darunter die Förderung der „rule of law“ und der Gewaltenteilung, die Auferlegung einer Dezentralisierung und die Verbesserung des Wahlsystems. Auf diesem Kongress wurde Zhao zum neuen Generalsekretär der KP Chinas gewählt.
Nach dem Tian’anmen-Massaker von 1989 wurden jedoch viele führende Reformisten, darunter Zhao und Bao, aus ihren Positionen entfernt, und die Mehrheit der geplanten politischen Reformen (nach 1986) endete drastisch. Linke Konservative, angeführt von Chen Yun, Präsident Li Xiannian und Premier Li Peng, übernahmen die Kontrolle bis zu Deng Xiaopings Südtour Anfang 1992. Andererseits blieben viele der politischen Reformen (wie die neue Verfassung, Amtszeitbeschränkungen für hochrangige Beamte, und „demokratischen Zentralismus“), die Deng Anfang der 1980er Jahre initiierte, nach 1989 wirksam, obwohl einige von ihnen nach 2012 von Xi Jinping rückgängig gemacht wurden.

### Politische Turbulenzen
Der Wandel der Konzepte und der wirtschaftliche Aufschwung sorgte auch für viele innerchinesische Diskussionen um den richtigen Weg. Die Demokratisierungsbewegung endete jedoch abrupt, als 1989 demonstrierende Studenten von der Volksbefreiungsarmee gewaltsam und blutig vom Platz des Himmlischen Friedens (Tian’anmen-Platz) vertrieben wurden (Tian’anmen-Massaker). Die Übertragung des Ereignisses im internationalen Fernsehen hat China weltweite negative Aufmerksamkeit beschert.

### Militärische Modernisierung
Anfang 1979 begann China einen einmonatigen Krieg mit Vietnam. Darüber hinaus unterstützte China die Roten Khmer während der Zeit von Deng Xiaoping zusammen mit den Vereinigten Staaten, Thailand und mehreren anderen Ländern, um dem regionalen Einfluss der Sowjetunion entgegenzuwirken.
Im März 1981 stellte Deng Xiaoping fest, dass ein Manöver für die Volksbefreiungsarmee (PLA) erforderlich war, und im September fand die „Nordchinesische Militärübung (华北大演习 / 華北大演習)“ statt, die die größte Übung der PLA seit der Gründung der Volksrepublik wurde. An dem Manöver nahmen 114.000 PLA-Soldaten teil, zusätzlich zu 1.327 Panzern und gepanzerten Fahrzeugen, 1.541 Kanonen, 475 Flugzeugen und 10.606 Armeelastwagen.
Um die PLA zu modernisieren und Geld zu sparen, schnitt Deng 1985 1 Million Soldaten aus der Armee ab (百万大裁军 / 百萬大裁軍) und ordnete eine weitere Modernisierung an.

### Auslandsbeziehungen

Deng Xiaoping und Jimmy Carter (1979).

In dieser Phase wurden die Beziehungen zum Westen weiter verbessert, die Volksrepublik China wurde international anstelle der Republik China anerkannt. 1979 nahm China offiziell die diplomatischen Beziehungen zu den Vereinigten Staaten auf. Im Januar 1979 besuchte Deng Xiaoping die Vereinigten Staaten, was der erste offizielle Besuch eines führenden chinesischen Führers in den USA war. Im selben Jahr wurde das chinesische Olympische Komitee für die VR China vom Internationalen Olympischen Komitee anerkannt. 1984 gewann der Pistolenschütze Xu Haifeng die erste olympische Goldmedaille für China während der Olympischen Sommerspiele 1984 in Los Angeles.
1984 wurde die „Chinesisch-Britische Gemeinsame Erklärung“ von China und dem Vereinigten Königreich unterzeichnet. In der Erklärung wurde festgelegt, dass die Souveränität und das Verwaltungsmanagement von Hongkong am 1. Juli 1997 im Rahmen von „Ein Land, zwei Systeme“ an China zurückgegeben werden sollen. 1987 wurde die „Gemeinsame Erklärung über die Macau-Frage“ von China und Portugal unterzeichnet. In der Erklärung wurde festgelegt, dass die Souveränität und das Verwaltungsmanagement von Macau am 20. Dezember 1999 im Rahmen von „Ein Land, zwei Systeme“ an China zurückgegeben werden sollen.
1989 normalisierte sich das Verhältnis zwischen China und der Sowjetunion zum ersten Mal seit dem sino-sowjetischen Zerwürfnis in den 1950er Jahren wieder. Michail Gorbatschow, damals Generalsekretär der Kommunistischen Partei der Sowjetunion, besuchte Peking und traf sich mit Deng Xiaoping während des chinesisch-sowjetischen Gipfels, der inmitten der Proteste auf dem Platz des Himmlischen Friedens stattfand. Nach der blutigen Unterdrückung dieser Proteste mit dem Tian’anmen-Massaker im Jahr 1989 wurde China von vielen Ländern, vor allem aus dem Westen, scharf verurteilt und sanktioniert. Als Antwort entwickelte Deng eine neue Reihe diplomatischer Strategien für China, die als „Verberge deine Kraft, warte auf deine Zeit“ zusammengefasst wurden.

### Katastrophen
| Zeit      | Katastrophen         | Ort                    | Anzahl der Todesfälle | Einzelheiten |
| --------- | -------------------- | ---------------------- | --------------------- | --- |
| 1977–1979 | Russische Grippe     | Global                 |                       | Die Pandemie begann in Nordchina und Sibirien während der Übergangszeit (1976–78). Weltweit rund 700.000 Todesfälle. Es wird allgemein angenommen, dass das Virus aus einem Labor ausgetreten ist. |
| 1982      | Flug 3303 Unfall     | Guangxi                | 112                   | Flugzeugabsturz von CAAC Airlines |
| 1987      | „Black Dragon“ Feuer | Großes Hinggan-Gebirge | Über 200              | Das Feuer breitete sich auch auf die Sowjetunion aus. Es war eines der größten Waldbrände in der Geschichte.                                                                                       |
| 1988      | Flug 4146 Unfall     | Chongqing              | 108                   | Flugzeugabsturz von China Southwest Airlines. |

### Kontroversen
Nach der Kulturrevolution bestand Deng darauf, zu loben, dass Mao „7 gute und 3 schlechte“ für das chinesische Volk getan habe, während er Lin Biao und der Viererbande zahlreiche Katastrophen in der Kulturrevolution zuschrieb. Darüber hinaus erklärte und verhängte er die „Vier Kardinalprinzipien“ als Grundprinzipien der Verfassung Chinas (1982), um den Einparteienstaat in China für die Kommunistische Partei aufrechtzuerhalten.
Deng Xiaopings Rolle bei der Niederschlagung der Proteste auf dem Platz des Himmlischen Friedens im Jahr 1989 ist eher umstritten. Tatsächlich hat er Anfang der 1980er Jahre auch die „Mauer der Demokratie“ -Bewegung sowie den „Pekinger Frühling“ niedergeschlagen.
Um die Bevölkerungskrise zu bewältigen, unterstützten Deng Xiaoping und andere hochrangige Beamte, darunter Chen Yun und Li Xiannian, die „Ein-Kind-Politik“ in China. Einige der Aktionen wie Zwangsabtreibungen verstießen gegen die grundlegenden Menschenrechte und sorgten für große Kontroversen.

## Jiang Zemin und die dritte Generation 1989–2002

### Machtwechsel und Deng Xiaopings Südtour

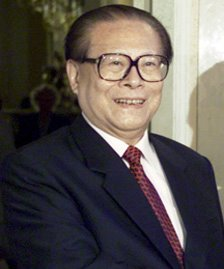
Jiang Zemin

Die Beendigung der Demokratiebewegung stärkte zunächst die Parteikader, die gegen jegliche Reformen waren, doch gelang es Deng Xiaoping insbesondere durch seine Reise in den Süden 1992, die Fortsetzung der wirtschaftlichen Erneuerung im Sinne einer „sozialistischen Marktwirtschaft“ sicherzustellen. Dengs Südtour rettete den Kapitalmarkt in China, insbesondere die neu gegründete Shanghai Stock Exchange und die Shenzhen Stock Exchange.
Nach seinem Tod 1997 übernahm eine jüngere Führungsgeneration (die „dritte Generation“) die Aufgabe, den Balanceakt zwischen Marktwirtschaft und kommunistischer Staatsform zu schaffen. An erster Stelle stand Jiang Zemin, der schon 1989 (unter Protektion von Deng Xiaoping) zum Generalsekretär des ZKs der KPCh gewählt worden war. Li Peng war der Premierminister von China bis 1997, als der Reformist Zhu Rongji als Premierminister erfolgreich war.

### Innere Angelegenheiten
Der Bau des Drei-Schluchten-Talsperre begann 1994. Darüber hinaus wurden Projekte wie die „Chinas Go-West-Strategie“ und die „Qinghai-Tibet-Eisenbahnlinie“ durchgeführt. Das durchschnittliche Wirtschaftswachstum betrug 8 % pro Jahr. Während der asiatischen Finanzkrise hielt die Wirtschaftspolitik von Ministerpräsident Zhu Rongji Chinas Wirtschaft stark. Es bestand jedoch weiterhin ein ernstes Korruptionsproblem.
In den 1990er Jahren wurden das Projekt 211 und das Projekt 985 für die Hochschulbildung in China gestartet. Jiang Zemins Idee des Dreifachen Vertretens wurde 2002 zur Staatsdoktrin erhoben.
Im Jahr 2002 nahm die chinesische Fußballnationalmannschaft unter der Führung von Cheftrainer Bora Milutinović zum ersten Mal in der Geschichte an der Endrunde der Fußball-Weltmeisterschaft teil.

### Auslandsbeziehungen
Im November 1991 trat China der Asiatisch-pazifischen Wirtschaftskooperation bei. Am 1. Juli 1997 wurde das zuvor britische Hongkong chinesische Sonderverwaltungszone. Am 20. Dezember 1999 folgte das bis dahin portugiesische Macau als zweite derartige Zone.
Die „Dritte Taiwanstraßenkrise“ Mitte der neunziger Jahre und die „Bombardierung der chinesischen Botschaft in Belgrad“ 1999 wirkten sich negativ auf die Beziehungen zwischen China und den USA aus.
So trat die VR China 2001 zur Förderung des Außenhandels der Welthandelsorganisation (WTO) bei. Im Jahr 2001 wurde die Schanghaier Organisation für Zusammenarbeit gegründet. Im August 2002 fand aufgrund der Bemühungen des renommierten Mathematikers Shiing-Shen Chern der Internationale Mathematikerkongress in Peking statt – das erste Mal in einem Entwicklungsland, wobei Chern Ehrenpräsident des Kongresses und Wu Wenjun Präsident war.

### Katastrophen
| Zeit | Katastrophen                      | Ort       | Anzahl der Todesfälle | Einzelheiten                                                                                    |
| ---- | --------------------------------- | --------- | --------------------- | ----------------------------------------------------------------------------------------------- |
| 1990 | Flug 8301 Unfall                  | Guangdong | 128                   | Die Entführung eines Flugzeugs führte zu schweren Kollisionen auf der Landebahn des Flughafens. |
| 1992 | Flug 7552 Unfall                  | Jiangsu   | 106–109               | Flugzeugabsturz von China General Aviation.                                                     |
| 1992 | Flug 3943 Unfall                  | Guangxi   | 141                   | Flugzeugabsturz von China Southern Airlines.                                                    |
| 1994 | Flug 2303 Unfall                  | Shaanxi   | 160                   | Flugzeugabsturz von China Northern Airlines.                                                    |
| 1994 | Taifun „Fred“                     | Zhejiang  | 1426                  |                                                                                                 |
| 1996 | Taifun „Herb“                     | Fuijan    | 779                   |                                                                                                 |
| 1997 | Asiatischen Finanzkrise           | Asien     |                       |                                                                                                 |
| 1998 | Jangtsekiangüberschwemmungen 1998 | Jangtse   | 3000–4150             | Die schlimmste Überschwemmung in Nordchina seit 40 Jahren.                                      |
| 2002 | Flug 6136 Unfall                  | Liaoning  | 112                   | Flugzeugabsturz von China Northern Airlines.                                                    |

### Kontroversen
Die Verfolgung von Falun Gong war eher umstritten. Unter Jiang Zemin wurde ein spezielles Büro namens „Büro 610“ eingerichtet, um die landesweite Praxis von Falun Gong zu bekämpfen.
Jiang Zemin, der 2002 offiziell als oberster Führer Chinas in den Ruhestand getreten war, soll sich hinter die Kulissen bewegt haben und immer noch die Kontrolle über das Land haben. Die Jiang-Fraktion, zu der Zhou Yongkang, Guo Boxiong und Xu Caihou gehörten, wirkte sich weiterhin erheblich auf China aus, nachdem Hu Jintao als oberster Führer Chinas erfolgreich war.

## Hu Jintao und die vierte Generation 2002–2012

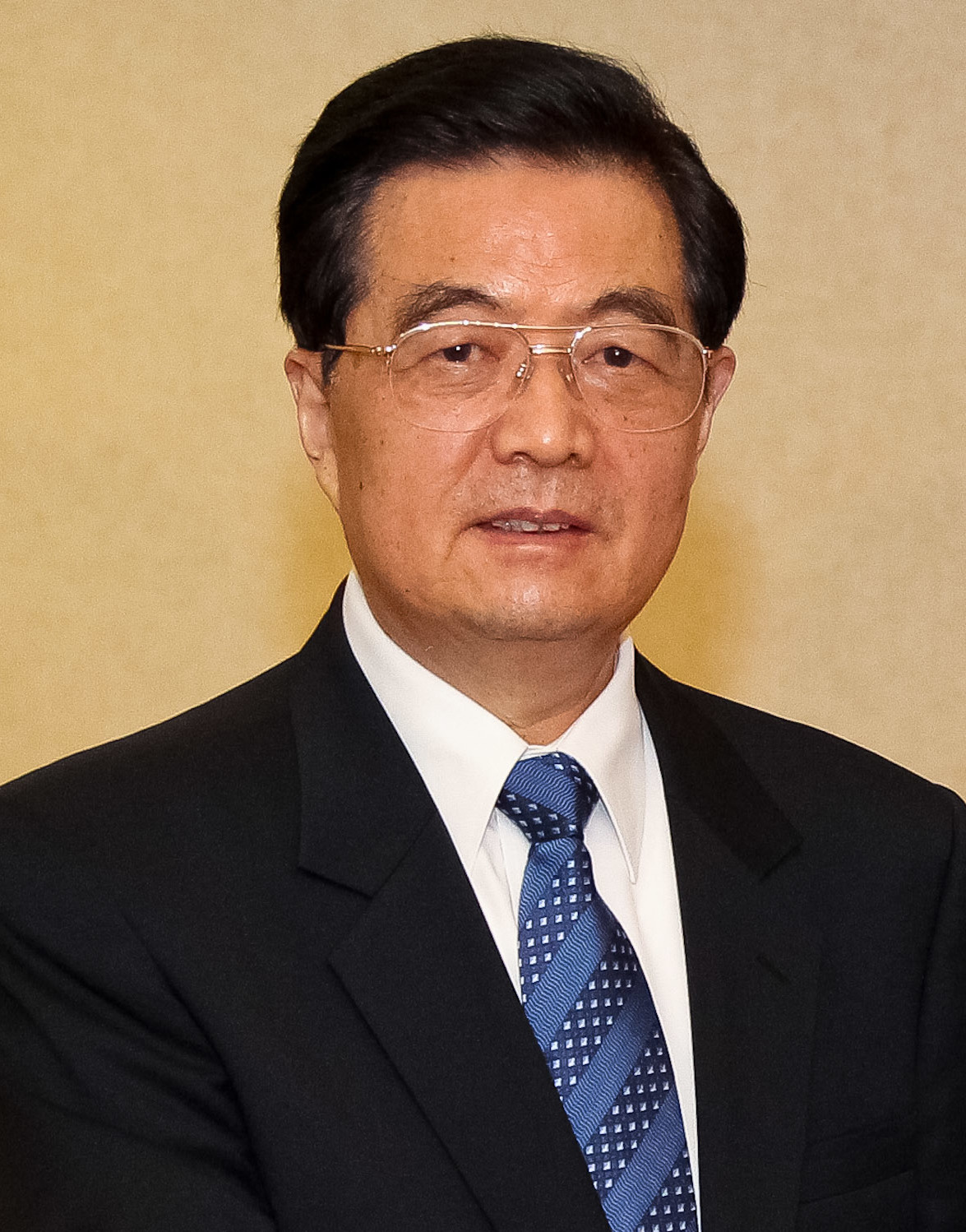
Hu Jintao

### Machtwechsel
Der wichtigste Vertreter der „vierten Generation“ war Hu Jintao, der 2002 Generalsekretär der KPCh wurde und als Vorsitzender der Zentralen Militärkommission und Staatspräsident bis 2012 die zentralen Führungspositionen als Oberster Führer innehatte. Wen Jiabao war der Premierminister.

### Innere Angelegenheiten
Bei der neuen Führungselite der dritten und mehr noch der vierten Generation handelt es sich vor allem um Techniker und Ingenieure, welche die Revolutionszeit und/oder Kulturrevolution nicht selber erlebt haben und die Probleme meist pragmatischer und weniger ideologiebehaftet angehen. Und Ministerpräsident Wen Jiabao hielt als Vertreter der vierten Generation auf dem Volkskongress 2004 eine Rede, die, auf die neuen sozialen Spannungen im Land eingehend, eine Trendwende einläuten sollte.
Ende 2002 wurde mit dem Bau des „Süd-Nord-Wassertransferprojekts“ begonnen. Im Jahr 2003 schickte China erfolgreich einen Astronauten, Yang Liwei, über „Shenzhou 5“ in den Weltraum. Damit war China nach den USA und der Sowjetunion das dritte Land der Welt, das dies unabhängig tat.
Am 1. Oktober 2009 feierte China den 60. Jahrestag der Gründung der Volksrepublik mit einer großen Militärparade auf dem Platz des Himmlischen Friedens. 2010 überholte China Japan als zweitgrößte Wirtschaftskraft hinter den Vereinigten Staaten. Im Jahr 2010 wurde Jiaolong, das chinesische bemannte Tiefseeforschungsunternehmen Tauchboot, eingesetzt. In den Jahren 2011–12 wurde „BeiDou-2“, das chinesische Satellitennavigationssystem, in Betrieb genommen. Im Jahr 2011 wurde „Tiangong 1“, der erste Prototyp einer Raumstation in China, erfolgreich gestartet. Im März 2012 fanden die Ergebnisse des Daya-Bay-Experiment in Shenzhen internationale Beachtung. Im Oktober 2012 gewann Mo Yan als erster chinesischer Staatsbürger (Festland) den Nobelpreis für Literatur.

### Auslandsbeziehungen
2008 fanden in Peking die Olympischen Sommerspiele statt.
2010 fand in Shanghai die Weltausstellung statt. 2010 fanden die Asienspiele in Guangzhou statt, und 2011 fand die Sommer-Universiade in Shenzhen statt.

### Katastrophen
| Zeit      | Katastrophen             | Ort        | Anzahl der Todesfälle | Einzelheiten                                                                                       |
| --------- | ------------------------ | ---------- | --------------------- | -------------------------------------------------------------------------------------------------- |
| 2003      | SARS-Pandemie            | Bundesweit | 349 (Festlandchina)   | SARS tötete weltweit 774 Menschen, darunter 349 auf dem chinesischen Festland und 299 in Hongkong. |
| 2007–2008 | Weltfinanzkrise          | Global     |                       | |
| 2008      | Eisenbahnunfall von Zibo | Shandong   | 72                    | 416 Verletzungen.                                                                                  |
| 2008      | Erdbeben in Sichuan      | Sichuan    | 69.227                | Magnitude 8.0 Ms.                                                                                  |
| 2010      | Yushu-Erdbeben           | Qinghai    | 2698                  | |

### Kontroversen
Trotz der wirtschaftlichen Fortschritte war die Regierung nicht gewillt, Kritik am politischen System zu tolerieren. Mehrere prominente Dissidenten wie der Friedensnobelpreisträger von 2010 Liu Xiaobo oder der Künstler Ai Weiwei wurden inhaftiert oder mussten Einschränkungen ihrer Freiheiten hinnehmen.
Während der Zeit von Hu Jintao gründeten die Kommunistische Partei Chinas und die chinesische Regierung die „50 Cent Party“, um die öffentliche Meinung online zugunsten der Kommunistischen Partei und der chinesischen Regierung zu „leiten“.

## Xi Jinping und die fünfte Generation seit 2012

### Machtwechsel

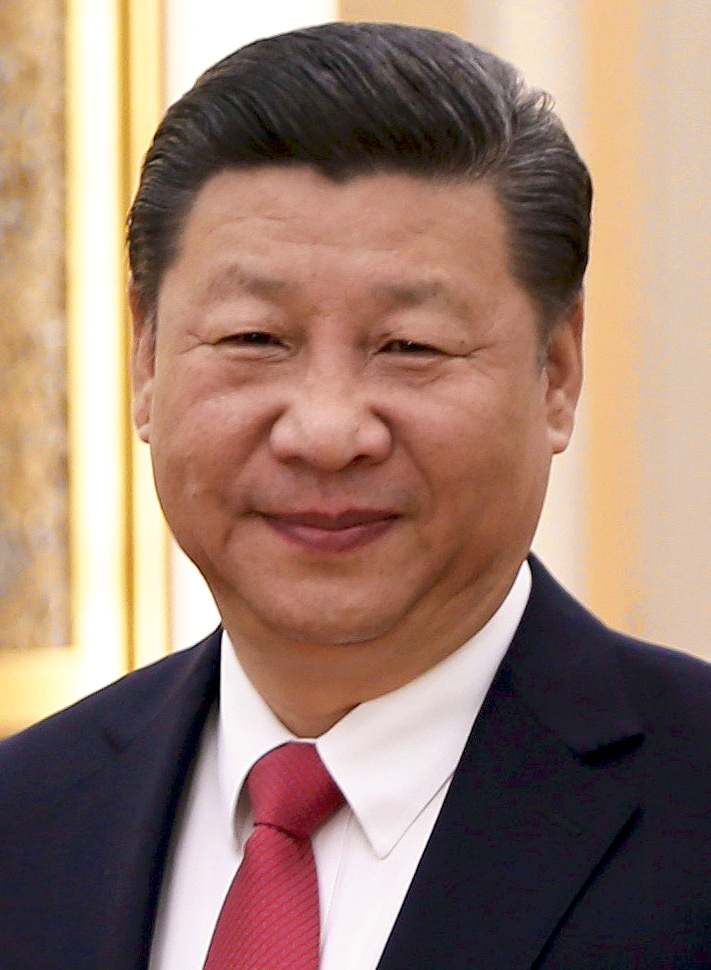
Xi Jinping

Mit der Wahl Xi Jinpings zum Generalsekretär 2012 und zum Staatspräsidenten 2013 hat die „fünfte Generation“ die Führung übernommen. Li Keqiang wurde im März 2013 Premierminister von China.

### Innere Angelegenheiten
Sie hat eine „Anti-Korruptionskampagne“ ausgerufen. Die prominentesten davon betroffenen Parteifunktionäre sind der Ex-Bahnminister Liu Zhijun, gegen den die Todesstrafe (auf Bewährung) ausgesprochen wurde. und Bo Xilai, Handelsminister von 2004 bis 2007 und danach Parteichef der regierungsunmittelbaren Stadt Chongqing. Er wurde „wegen Bestechlichkeit, Unterschlagung und Amtsmissbrauch zu lebenslänglicher Haft verurteilt.“ (Prozess gegen Bo Xilai) Die meisten Ziele waren jedoch politische Rivalen der „Jiang Zemin-Fraktion“, darunter Zhou Yongkang, Guo Boxiong und Xu Caihou. Im März 2018 verabschiedete der von der Kommunistischen Partei kontrollierte Nationale Volkskongress eine Reihe von Verfassungsänderungen, einschließlich der Aufhebung der Amtszeitbeschränkungen für den Präsidenten und den Vizepräsidenten.
Die Bevölkerung der VR China ist auch heute noch in zwei kaum vereinbare Blöcke geteilt: „unten“ leben rund 900 Millionen Bauern, Landarbeiter und aus ihnen hervorgegangene Wanderarbeiter in Armut, teils abgeschnitten von Elektrizität und moderner Wasserversorgung, „oben“ richtet sich eine zunehmend breitere Mittelschicht und wachsende Oberschicht im Wirtschaftswachstum ein. Während auch heute noch nicht alle Landbewohner (vor allem Mädchen) eine Schule besuchen können oder dürfen, werden die Mittelschichtkinder durch ein strenges elterliches Bildungsregiment zu Höchstleistungen getrieben. Ein ungelöstes Problem ist die soziale Frage der Landbevölkerung: es gibt außer der vagen, zusehends sich auflösenden „Generationenversicherung“ keine gesetzliche Absicherung für das Alter, die Abwanderung der aktiven jungen Leute verstärkt die Not der Zurückgebliebenen. Dazu klagen die Landbewohner häufig über die Willkür der örtlichen „Kader“, die illegale Abgaben erfinden, um sich zu bereichern. Seit Dezember 2013 dürfen Paare nach einer Mädchengeburt ein zweites Kind bekommen.
Andererseits wurde der „Yutu“ -Rover 2013 erfolgreich auf dem Mond eingesetzt, nachdem der „Chang'e 3“ auf dem Mond gelandet war. Im Jahr 2015 gewann Tu Youyou als erste chinesische Staatsbürgerin (Festland) den Nobelpreis für Physiologie oder Medizin. Im Dezember 2015 wurde "Dark Matter Particle Explorer", Chinas erstes Weltraumobservatorium, erfolgreich gestartet. Das „Tiangong 2“ wurde 2016 erfolgreich gestartet, und im selben Jahr wurde in Guizhou das „Sphärische Teleskop mit einer Länge von 500 Metern (FAST)“ gebaut. Im Jahr 2018 war die Hongkong-Zhuhai-Macau-Brücke, die längste Seebrücke der Welt, für die Öffentlichkeit zugänglich.

### Auslandsbeziehungen
Als Xi Jinping die Macht im Inland weiter festigte, gab er nach und nach die von Deng Xiaoping festgelegten diplomatischen Grundsätze („Verberge deine Kraft, warte auf deine Zeit“) auf und trat eher als sogenannter „starker Mann“ auf der globalen Bühne auf.
Im Jahr 2013 startete die Verwaltung von Xi Jinping das Projekt „One Belt, One Road“ oder die Neue Seidenstraße. Das Programm fand weltweit breite Beachtung, einschließlich Kritik und Anerkennung.
2014 fand in Peking das 22. jährliche Treffen der APEC-Führer statt. 2015 fand in Singapur das „Ma-Xi-Treffen“ (Ma Ying-jeou und Xi Jinping) statt, das erste Treffen der politischen Führer beider Seiten der Taiwanstraße seit dem Ende des Chinesischen Bürgerkriegs 1950. 2016 fand in Hangzhou der G20-Gipfel statt. 2017 fand in Xiamen der BRICS-Gipfel statt.
Seit 2018 brach der Handelskrieg zwischen den USA und China aus. Darüber hinaus ist China mit vielen Ländern im Südchinesischen Meer in territoriale Streitigkeiten geraten. Im Jahr 2020 gerieten China und Indien in territoriale Streitigkeiten, bei denen Dutzende Soldaten für beide Seiten ums Leben kamen.
Die Ein-Kind-Politik wurde 2016 durch eine Zwei-Kind-Politik abgelöst, seit 2021 werden drei Kinder erlaubt.

### Katastrophen
| Zeit       | Katastrophen                      | Ort        | Anzahl der Todesfälle | Einzelheiten |
| ---------- | --------------------------------- | ---------- | --------------------- | --- |
| 2013       | Erdbeben in Sichuan               | Sichuan    | Über 200              | Magnitude 7.0 Ms. |
| 2014       | Explosionskatastrophe von Kunshan | Jiangsu    | 146                   | 114 Verletzungen. |
| 2014       | Erdbeben in Ludian                | Yunnan     | Über 617              | Magnitude 6.5 ML. |
| 2015       | Untergang von Dong Fang Zhi Xing  | Hubei      | 442                   | |
| 2015       | Explosionskatastrophe von Tianjin | Tianjin    | 173                   | 798 Verletzungen. |
| 2019-heute | COVID-19-Pandemie                 | Global     |                       | Erstmals berichtet in Wuhan im Dezember 2019. Am 11. März 2020 erklärte die Weltgesundheitsorganisation COVID-19 zur Pandemie. |
| 2021       | Hochwasser in Henan               | Henan      | 398                   | |
| 2022       | Flug 5735 Unfall                  | Guangxi    | 132                   | |
| 2022       | Hitzewelle und Dürre              | ganz China |                       | |

### Kontroversen
Seit 2012 hat Xi mehrere Richtlinien aus der „Boluan Fanzheng“ -Periode von Deng Xiaoping rückgängig gemacht und seinen Personenkult wie Mao Zedong gefördert. Zum Beispiel beseitigte Xi 2018 die Amtszeitbegrenzung in der chinesischen Verfassung für den chinesischen Präsidenten, die einige der politischen Hinterlassenschaften von Deng in Frage stellte und Bedenken hinsichtlich einer neuen Kulturrevolution auslöste.
Nach der Machtübernahme von Xi haben die Kommunistische Partei und die chinesische Regierung ihre Internet-Zensur und ihre Kontrolle über die chinesische Internet-Umgebung erheblich verschärft und den Zugang zu vielen ausländischen Websites und mobilen Apps mithilfe der „Großen Firewall“ blockiert. Gleichzeitig wurde eine große Anzahl von Mitgliedern der „50 Cent Party“ angeworben, um Online-Narrative rund um den Globus zugunsten der Partei und der Regierung zu „leiten“. Die Massenüberwachung in China zusammen mit dem totalitären „Sozialkredit-System“ sorgte für große Kontroversen.
Die Massenproteste in Hongkong erregten weltweite Aufmerksamkeit und Besorgnis. Durch das vom Volkskongress in Peking ausgehandelte „Nationale Sicherheitsgesetz für Hongkong“ wurde die Autonomie der Sonderverwaltungszone faktisch ausgehöhlt.
Die Umerziehungslager in Xinjiang und die Masseninhaftierungen von Millionen von Angehörigen der uigurischen Minderheit wurden von vielen Ländern, vor allem westlichen, kritisiert. Die Regierung erließ 2017 allerdings weiterhin Gesetze unter dem Deckmantel der „nationalen Sicherheit“, die eine schwere Bedrohung der Menschenrechte darstellten. Repressionen gegen religiöse Aktivitäten außerhalb „staatlich genehmigter“ Gemeinschaften nehmen zu.
In den Jahren 2019–2020 war unter Xi Chinas Umgang mit dem Ausbruch des neuartigen Coronavirus (COVID-19) sowie seine Beziehung zur Weltgesundheitsorganisation (WHO) eher umstritten. Es gab eine große Anzahl von Verschwörungstheorien und Fehlinformationen im Zusammenhang mit COVID-19, einschließlich der Herkunft des Virus.
Andererseits ist auch die Manipulation von Wirtschaftsdaten durch die chinesische Regierung, wie die Meldung überhöhter BIP-Zahlen im Laufe der Jahre, ein wichtiges Anliegen.